# Німецька ядерна програма

«Урановий проєкт» (нім. Uranprojekt) — проєкт досліджень у галузі ядерної фізики з метою створення ядерної зброї, що здійснювався у Німеччині в 1939–1945 роках.

## Початок проєкту
Ініціаторами початку робіт у цьому напрямку можна вважати професора Гамбурзького університету Пауля Гартека (нім. Paul Harteck) та його асистента Вільгельма Грота, що 24 квітня 1939 року звернулися з листом до військового міністерства Третього Рейху : «Ми хотіли би звернути вашу увагу на останні події у ядерній фізиці. На нашу думку, вони відкривають можливість створення вибухівки, що за своєю руйнівною силою буде на багато порядків перевершувати звичайну вибухівку. <…> …країна, що першою поставить собі на службу досягнення ядерної  фізики, отримає абсолютну перевагу над іншими…» У той самий час до цього висновку дійшли вчені багатьох країн на підставі відкриття, результати якого були опубліковані у кінці 1938 року німецькими вченими Отто Ганом та Фріцом Штрасманом (нім. Fritz Straßmann), що працювали у Інституті хімії Товариства кайзера Вільгельма у Берліні.
У цей час Німеччина в галузях металургії, машинобудування, електротехніки займала друге місце у світі (після США), а у хімічній галузі випереджала усіх. Вона мала достатні науковий та виробничий потенціал, а також матеріальні та фінансові ресурси для ведення ядерних досліджень. Німецька наука взагалі і, особливо, фізика на той час займала провідні позиції у світі.
Урановий проєкт розпочався впевненим стартом. У 1940 та 1941 роках він лідирував у змаганні з такими ж проєктами в інших країнах. Спочатку його учасники майже на всіх напрямках випереджали своїх суперників. Німецькі фізики першими завершили теоретичні та експериментальні дослідження, необхідні для побудови ядерного реактора. Вони першими досягли успіху на шляху здійснення ланцюгової ядерної реакції. Вони також першими передбачили, що у реакторі буде накопичуватись новий хімічний елемент, що пізніше був названий плутонієм. У Німеччині було вперше налагоджене виробництво металічного урану у промисловому масштабі.
Після війни В. Гейзенберг згадував: «У вересні 1941 року ми побачили шлях, що відкривався перед нами. Він вів нас до атомної бомби.»

## Заходи уряду Німеччини
26 вересня Управління армійського озброєння (нім. Das Heereswaffenamt) провело нараду провідних німецьких вчених-фізиків, у якому взяли участь Пауль Гартек, Ганс Вільгельм Гейгер, Вальтер Боте, Курт Дібнер (нім. Kurt Diebner), Вернер Гейзенберг, Карл Фрідріх фон Вайцзеккер (нім. Carl Friedrich von Weizsäcker). На цій нараді була розроблена програма досліджень та визначені завдання для груп учених, що мали брати участь у проєкті. Таким чином, Урановий проєкт став складовою частиною наукових досліджень військового призначення.
За деякими відомостями  програма досліджень була запропонована молодим фізиком Отто Гакселем (нім. Otto Haxel).
Після окупації Бельгії військами вермахту у травні 1940 року до Німеччини потрапили 1200 тон уранового концентрату, що знаходився на збагачувальній фабриці компанії Юнйон Мін'єр (фр. L'Union minière du Haut Katanga) у Оолені. У ньому містилося близько 800 тон U3O8.
4 липня 1942 року Рейхсміністр озброєнь Альберт Шпеєр провів у Берліні нараду з питань уранового проєкту. У ньому брали участь вчені Гейзенберг, Ган, Гартек, Дібнер, а також військові: фельдмаршал Ергард Мільх, генерал-полковник Фрідріх Фромм, начальник Управління армійського озброєння Еміль Леєб (нім. Emil Leeb) та інші. Враховуючи тогочасні можливості експериментальних досліджень та виробничі потужності, потрібні для реалізації проєкту, Вернер Гейзенберг назвав можливий строк створення нового виду зброї: від двох до п'яти років.

## Результати роботи та їх використання

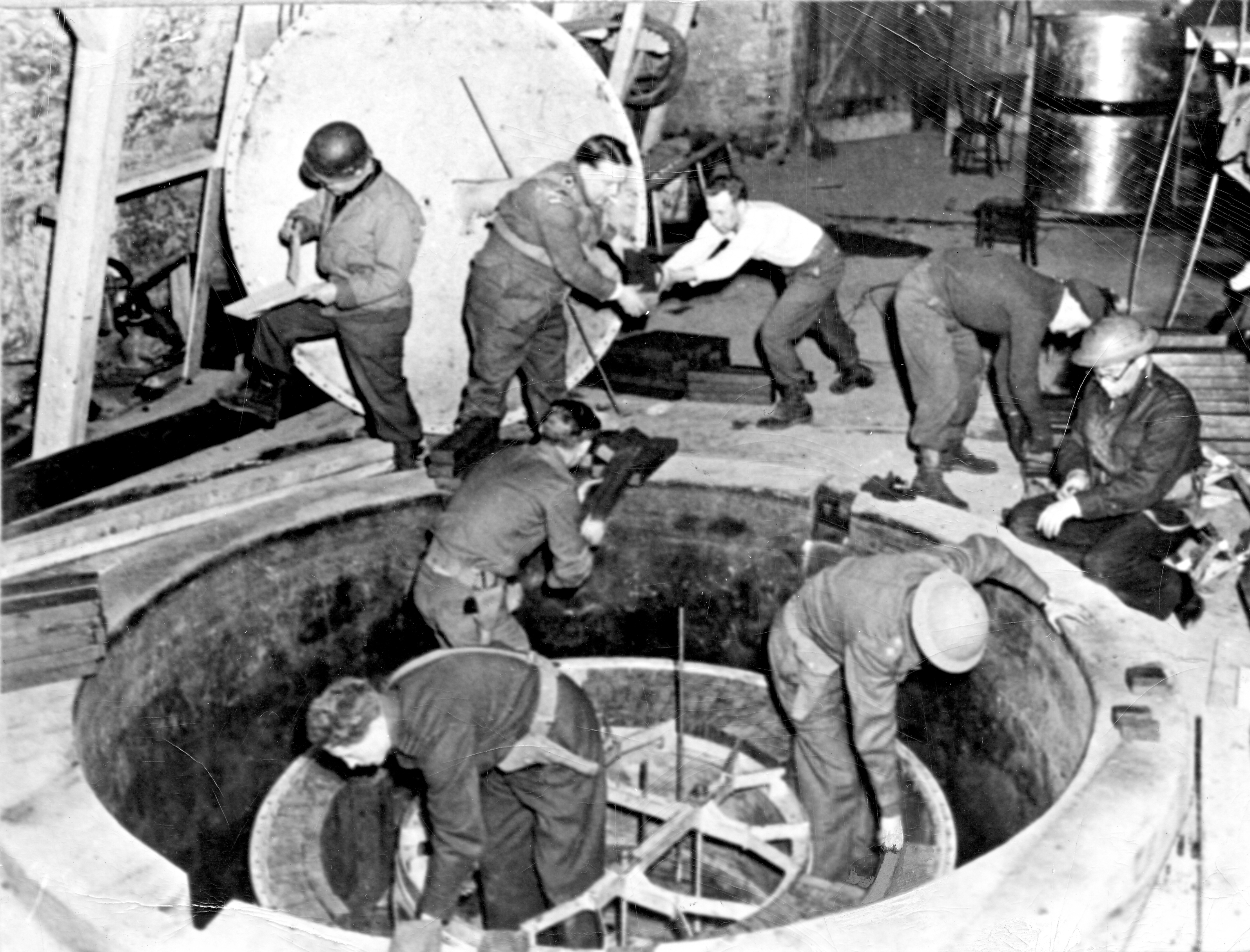
Німецький експериментальний ядерний реактор у місті Гайґерлох, квітень 1945